# Titularbistum Kearney
Kearney ist ein Titularbistum der römisch-katholischen Kirche in Nebraska.
Das Bistum wurde am 8. März 1912 aus Gebieten der Diözese Omaha begründet und bereits am 11. April 1917 durch das Bistum Grand Island ersetzt. Es gehörte der Kirchenprovinz Omaha an und war 38.000 Square Miles groß. Kearney wurde 1995 in die Liste der Titularbistümer aufgenommen und 1997 erstmals als solches besetzt.
| Titularbischöfe von Kearney |                                     |                                  |                   |                   |
| Nr.                         | Name                                | Amt                              | von               | bis               |
| 1                           | Thomas Gerard Wenski                | Weihbischof in Miami (USA)       | 24. Juni 1997     | 1. Juli 2003      |
| 2                           | Felipe de Jesús Estévez             | Weihbischof in Miami (USA)       | 21. November 2003 | 27. April 2011    |
| 3                           | Robert Deeley                       | Weihbischof in Boston (USA)      | 9. November 2012  | 18. Dezember 2013 |
| 4                           | Mario Eduardo Dorsonville-Rodríguez | Weihbischof in Washington (USA)  | 20. März 2015     | 1. Februar 2023   |
| 5                           | Brian Nunes                         | Weihbischof in Los Angeles (USA) | 18. Juli 2023     |                   |